# Faeton czerwonosterny
Faeton czerwonosterny (Phaethon rubricauda) – gatunek dużego ptaka wodnego z rodziny faetonów (Phaethontidae), zamieszkujący tropikalne i subtropikalne okolice zachodniej i środkowej części Pacyfiku, Oceanu Indyjskiego i Indonezji. Nie jest zagrożony.

## Morfologia

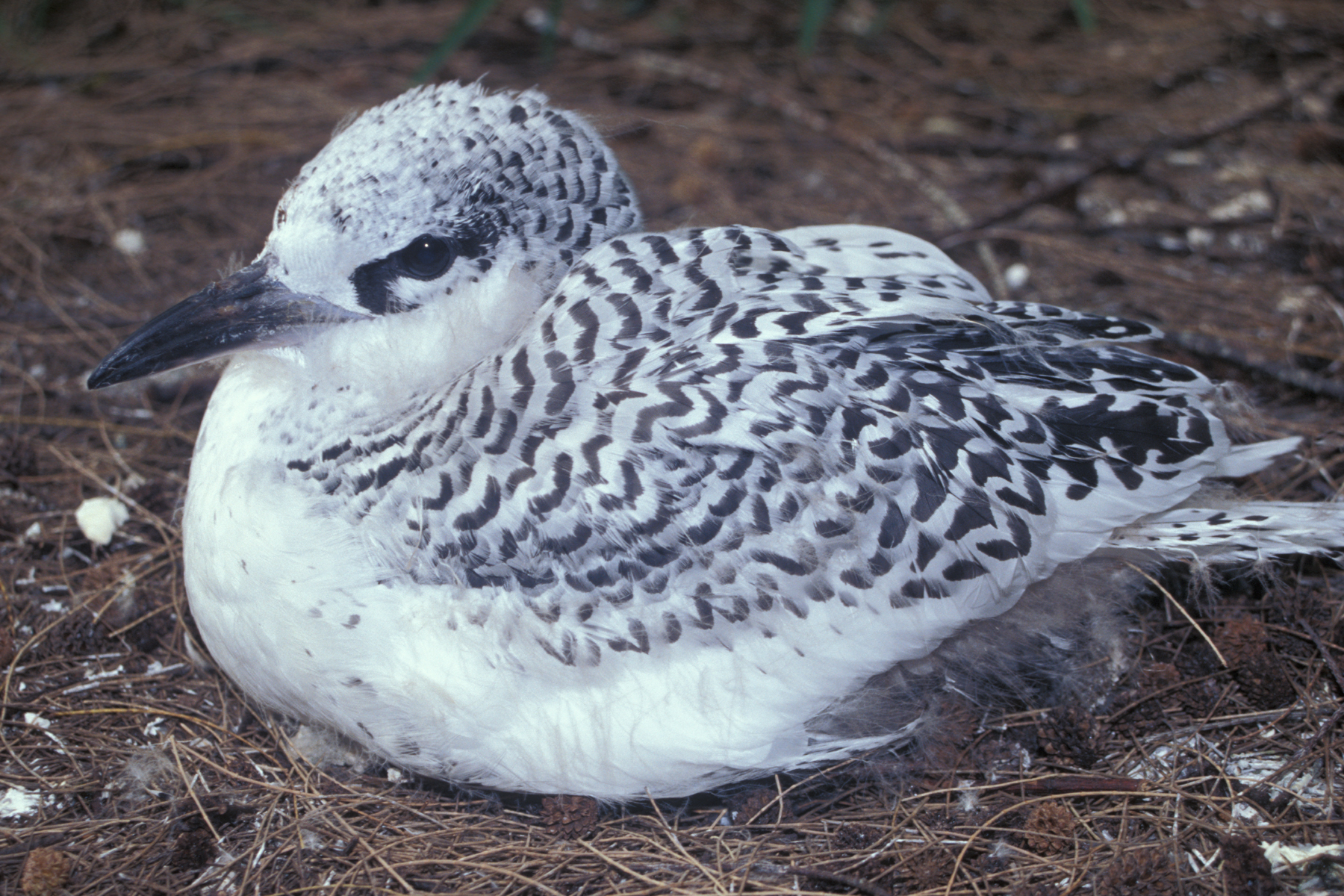
Osobnik młodociany

WyglądObie płci ubarwione podobnie. Upierzenie białe (w okresie godowym przybiera zabarwienie lekko różowe). Obecne dwie szczególnie wydłużone, czerwone sterówki (stąd nazwa gatunku), które występują tylko u dojrzałych osobników. Dziób czerwony, gruby i zakrzywiony, ma ząbkowaną krawędź do przytrzymywania ryb. Nogi stosunkowo krótkie. Między palcami wyrasta błona pławna.
Wymiary średniedługość ciała wraz z wydłużonymi sterówkami: 95–104 cm, w tym długość ogona ok. 40 cm; rozpiętość skrzydeł 111–119 cm, długość skrzydła 249–353 mm; długość skoku 31–37 mm; długość dzioba 66–70 mm; masa ciała 800 g.

## Podgatunki i zasięg występowania
Międzynarodowy Komitet Ornitologiczny (IOC) wyróżnia cztery podgatunki P. rubricauda:
- P. r. rubricauda Boddaert, 1783 – zachodni Ocean Indyjski
- P. r. westralis Mathews, 1912 – wschodni Ocean Indyjski
- P. r. roseotinctus (Mathews, 1926) – południowo-zachodni Pacyfik
- P. r. melanorhynchos J. F. Gmelin, 1789 – zachodni, środkowy i południowy Pacyfik

## Ekologia i zachowanie
Środowisko życia stanowi ocean, w sezonie lęgowym wyspy. Większość czasu spędza na otwartym morzu, spotyka się go nawet bardzo daleko od lądu. Preferuje obszary o temperaturze wody 24–30 °C. Porusza się lekko falistym, podobnym do gołębiego, lotem.
Faeton czerwonosterny żywi się rybami i kałamarnicami, potrafi nurkować. Odnotowano podążanie za statkami przez krótkie okresy.

### Lęgi

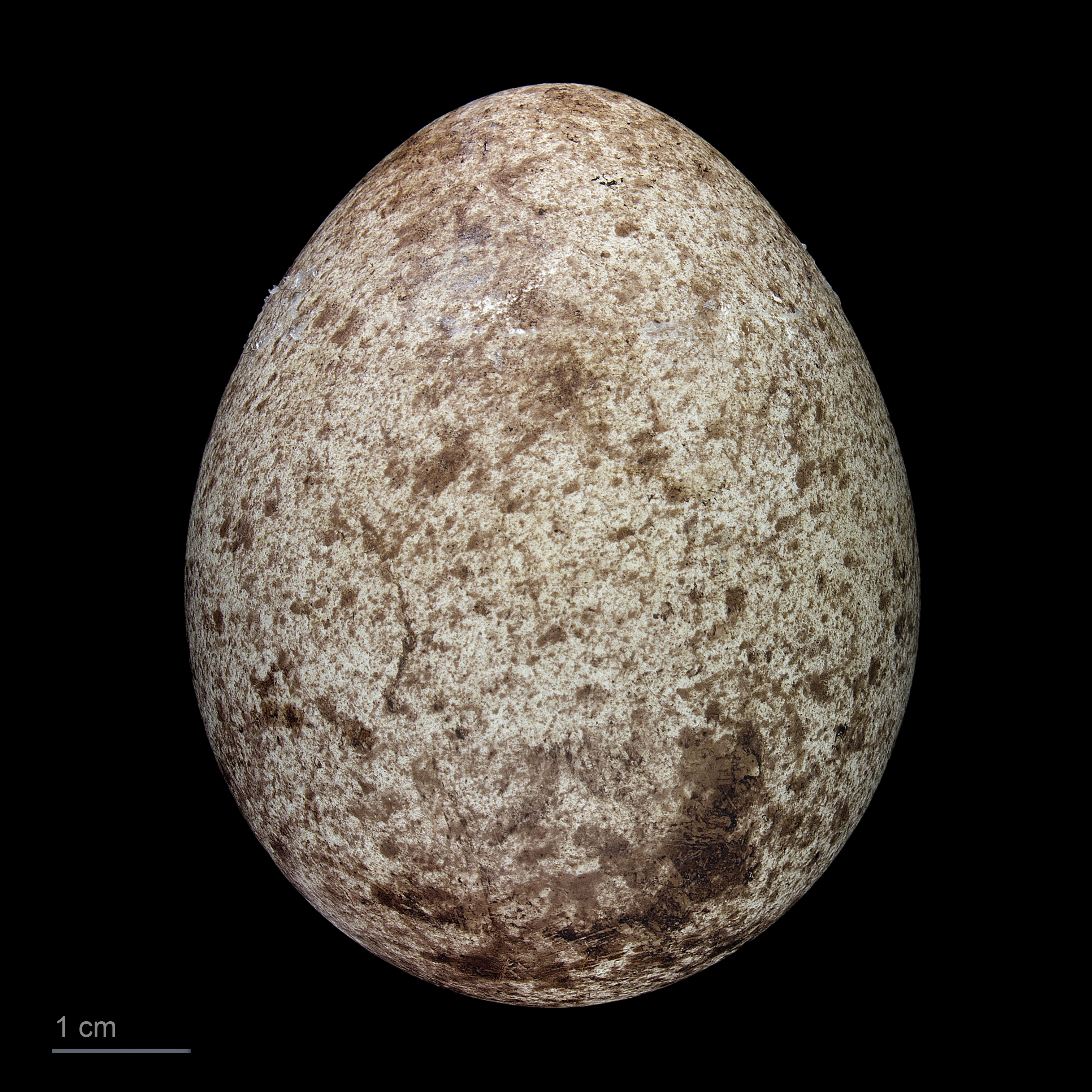
Jajo z kolekcji muzealnej

Okres lęgowy trwa od października do kwietnia. Przed dobraniem się w pary wykonywane są w powietrzu popisy. Gniazda mogą być rozmieszczone zarówno pojedynczo, jak i w małych koloniach. Stanowią je wydrapane dołki w ziemi, otoczone kamieniami lub materiałem roślinnym.
Zniesienie liczy jedno jajo. Inkubacja trwa 41–51 dni, wysiadują oba ptaki z pary. Młode przez około 3 miesiące jest strzeżone i karmione przez dorosłe, po tym czasie opierza się i staje się niezależne. Nie jest znany wiek osiągania dojrzałości płciowej.

## Status
Międzynarodowa Unia Ochrony Przyrody (IUCN) uznaje faetona czerwonosternego za gatunek najmniejszej troski (LC – Least Concern) nieprzerwanie od 1988 roku. W 2019 roku organizacja Partners in Flight szacowała liczebność światowej populacji na około 70 tysięcy dorosłych osobników, a jej trend oceniała jako nieznacznie spadkowy.